# حق الأجانب في التصويت في الولايات المتحدة
تاريخيًا كان حق الأجانب في التصويت في الولايات المتحدة قضية مثيرة للجدل. الأجنبيّ، في هذا السياق، هو الشخص الغريب عن الولايات المتحدة أو ليس مواطنًا فيها.
منذ سن قانون إصلاح الهجرة غير الشرعية ومسؤولية المهاجرين لعام 1996، حظر القانون الفيدرالي غير المواطنين من التصويت في الانتخابات الفيدرالية، وعاقبهم بالغرامات، والسجن، وعدم القبول، والترحيل. يُعفى من العقاب أي مواطن «اعتقد بشكل معقول في وقت التصويت بأنه أو بأنها من مواطني الولايات المتحدة»، وكان له والد مواطن أو كان مواطنًا وبدأ يعيش في الولايات المتحدة بشكل دائم قبل أن يبلغ من العمر 16 عامًا. لا يمنع القانون الفيدرالي غير المواطنين من التصويت في انتخابات الولاية أو الانتخابات المحلية، ولكن لم تسمح أي ولاية لغير المواطنين بالتصويت في انتخابات الولاية منذ أن أصبحت أركنساس الولاية الأخيرة التي تحظر التصويت لغير المواطنين في عام 1926. ولكن، في بعض الولايات، تتمتع الحكومات المحلية بسلطة السماح لغير المواطنين بالتصويت في الانتخابات المحلية. في الوقت الحالي، تسمح إحدى عشرة حكومة محلية، عشرة منها في ماريلاند، لغير المواطنين بالتصويت في انتخاباتهم المحلية. تسمح سان فرانسيسكو للآباء من غير المواطنين بالتصويت في انتخابات مجالس الإدارة المدرسية.
تاريخيًا، وفي وقت ما، منحت أكثر من 40 ولاية أو إقليم، من ضمنها المستعمرات قبل إعلان الاستقلال، بعض الأجانب على الأقل حقوق التصويت في بعض الانتخابات أو جميعها. على سبيل المثال، في عام 1875، ذكرت المحكمة العليا في قضية ماينور ضد هابرست أنه «لا تُعد المواطنة في جميع الحالات شرطًا مسبقًا للتمتع بحق الاقتراع. وهكذا، في ميسوري، فإن الأشخاص المولودين في الخارج، والذين أظهروا رغبتهم بأن يصبحوا مواطنين في الولايات المتحدة، قد يتمكنوا من التصويت في ظل ظروف معينة».
بحلول عام 1900، خاض نحو نصف الولايات والأقاليم بعض التجارب في التصويت من قبل الأجانب، وبالنسبة للبعض فقد استمرت هذه التجربة أكثر من نصف قرن. في مطلع القرن العشرين، ارتفع الشعور المعادي للهجرة، وتوقفت ولاية ألاباما عن السماح للأجانب بالتصويت عن طريق تغيير دستوري في عام 1901؛ وحذت ولاية كولورادو حذوها في عام 1902، وويسكونسن في عام 1908، وأوريغون في عام 1914. وبعد أن ساعدت النزعة الوطنية التي أطلقتها حرب عام 1812 على عكس سياسات التصويت الخاصة بالأجانب والموروثة من أواخر القرن الثامن عشر، تسببت الحرب العالمية الأولى في تراجع كبير في السياسات المتقدمة الخاصة بحقوق اقتراع الأجانب في أواخر القرن التاسع عشر. في عام 1918، غيّرت كل من كنساس ونبراسكا وداكوتا الجنوبية دساتيرها لتطهيرها من حق التصويت للأجانب، وقد أنهت تكساس ممارسة غير المواطنين للتصويت في الانتخابات الأولية بموجب القانون. انضمت إنديانا وتكساس إلى هذا الاتجاه عام 1921، وتلتهما ميسيسيبي في عام 1924، وأخيرًا، أركنساس في عام 1926. في عام 1931، أشار العالم السياسي ليون أيلسوورث إلى أنه «للمرة الأولى منذ أكثر من مئة عام، أُجريت انتخابات وطنية في عام 1928 ولم يملك فيها أي أجنبي في أي ولاية الحق في التصويت لمرشح عن أي منصب -سواء أكان على مستوى الدولة أم الولاية أم المستوى المحلي».

## البيانات التاريخية

### المواطنة ليست شرطًا للاقتراع
كونيتيكت
1819-1776.
ديلاوير
1831-1776.
إلينوي
- المادة 27 من دستور إلينوي لعام 1818: «في جميع الانتخابات، يتمتع جميع الذكور البيض الذين تزيد أعمارهم عن 21 عامًا، والمقيمين في الولاية لمدة ستة أشهر سابقة مباشرة للانتخابات، بحق الناخب».
- 1848: نهاية اقتراع الأجانب عن طريق تعديل دستوري، ولكن غير المواطنين الذين كانوا حاضرين مسبقًا في عام 1848 حصلوا على استثناء من القرار الجديد.[11]

كنتاكي
1799-1789.
ماريلاند
1851-1776
ماساتشوستس
دستور ماساتشوستس لعام 1780:
- المادة الرابعة (الفصل الأول، القسم الثالث، مجلس النواب): «كل شخص بلغ من العمر واحدًا وعشرين عامًا، وكان يقيم في أي بلدة في هذا الكومنولث لمدة سنة سابقة مباشرة، ولديه ملكية مطلقة لعقار داخل المدينة ذاتها، ويملك دخلًا سنويًا يبلغ ثلاثة جنيهات، أو أي عقار بقيمة ستين جنيهًا، سيملك الحق في التصويت ليختار ممثلًا أو ممثلين عن البلدة المذكورة».[16]
- المادة الثانية (الفصل الأول، القسم الثاني. مجلس الشيوخ): «كل ساكن ذكر يبلغ من العمر واحدًا وعشرين عامًا فما فوق، ولديه ملكية مطلقة لعقار ضمن الكومنولث، ، ويملك دخلًا سنويًا يبلغ ثلاثة جنيهات، أو أي عقار بقيمة ستين جنيهًا، يحق له أن يعطي تصويته لأعضاء مجلس الشيوخ عن المقاطعة التي يقيم فيها، ولإزالة كل الشكوك المتعلقة بمعنى كلمة «ساكن» في هذا الدستور، يُعتبر كل شخص ساكنًا لغرض الانتخاب أو الترشح لأي منصب أو مكان داخل هذه الولاية، أو البلدة، أو المقاطعة، أو المزرعة، حيث يسكن، أو حيث يقع منزله».

نيو هامبشاير
1814-1792
نيو جيرسي
1820-1776.
نيويورك
1804-1776.
شمال كارولينا
1856-1704.
جزيرة رود
1842-1762.
كارولينا الجنوبية
?-1790
تينيسي
1834-1796

## الأحداث في الآونة الأخيرة
جادل «جيمي راسكين»، أستاذ القانون والسياسي الأمريكي، أن الاستبعاد الشامل لغير المواطنين من الاقتراع ليس مطلوبًا دستوريًا أو طبيعيًا من الناحية التاريخية. كتب رون هايدوك، الناشط الحقوقي وأستاذ العلوم السياسية في جامعة سان فرانسيسكو الحكومية، في عام 2006، كتابًا بعنوان الديمقراطية للجميع: استعادة حقوق التصويت للمهاجرين في الولايات المتحدة، يعرض فيه عناصر إضافية من الواقع التاريخي والحاضر لحقوق التصويت لغير المواطنين في الولايات المتحدة.

### كاليفورنيا
في 28 أكتوبر 2015، وقع الحاكم جيري براون مشروع قانون يسجل تلقائيًا جميع المواطنين المقيمين والحاملين رخصة قيادة كناخب مسجل لجميع صناديق الاقتراع في كاليفورنيا، بما في ذلك الانتخابات الفيدرالية. أعرب المعارضون عن قلقهم من أن هذا قد يوفر حقوق التصويت لغير المواطنين، إذ صدر تشريع في يناير عام 2015 ينص على الحق في الحصول على رخصة قيادة لغير المواطنين. ولكن، وكما أشارت صحيفة ساكرامنتو بي، «سيحتاج الناس إلى إثبات أنهم مواطنون قبل أن يتمكنوا من التسجيل»، «المهاجرون غير الشرعيين المتقدمون للحصول على رخص القيادة، وهو حق اكتسبوه هذا العام، لن يملكوا ذلك الخيار». يجري التحقق من وضع المواطنة في قسم المركبات الآلية عند التقدم بطلب للحصول على رخصة قيادة.